# Langenleuba-Niederhain
Langenleuba-Niederhain település Németországban, azon belül Türingiában. Lakosainak száma 1717 fő (2023. december 31.). Langenleuba-Niederhain Frohburg és Nobitz községekkel határos.

## Népesség
A település népességének változása:
| Lakosok száma | 1756 | 1740 | 1732 | 1739 | 1717 |
|               | 2017 | 2019 | 2021 | 2022 | 2023 |